# Protoceratops
A Protoceratops (jelentése 'első szarv arc' az ógörög πρωτο- / proto- 'első', κερατ- / kerat- 'szarv' és -ωψ / -opsz 'arc' szavak összetételéből) a ceratopsia növényevő dinoszauruszok egyik neme, amely a késő kréta kor campaniai korszakában élt, a mai Mongólia területén. A Protoceratopsidae családba, a fejletlenebb ceratopsiák közé tartozott. A későbbi ceratopsiáktól eltérően nem rendelkezett jól fejlett szarvakkal, viszont megmaradtak nála azok a kezdetleges jellegzetességek, amelyek a későbbi nemeknél nem találhatók meg.
A Protoceratopsnak nagy csontgallérja volt, amely a nyakat védhette, tapadási pontként szolgálhatott a nyaki izmok számára, vagy a figyelemfelkeltés eszköze lehetett, de az is elképzelhető, hogy mindezen funkciókat ellátta. Az állatról elsőként Walter Granger és William King Gregory készített leírást, akik eleinte úgy vélték, hogy az észak-amerikai ceratopsiák őse lehet. Jelenleg két faja ismert, a P. andrewsi és a P. hellenikorhinus, melyek főleg testméretükben különböznek egymástól.
Az 1920-as években Roy Chapman Andrews fosszilis tojásokat fedezett fel Mongóliában, amelyeket kezdetben Protoceratops tojásoknak hittek, de később kiderült, hogy valójában egy Oviraptorhoz tartoztak.

## Anatómia

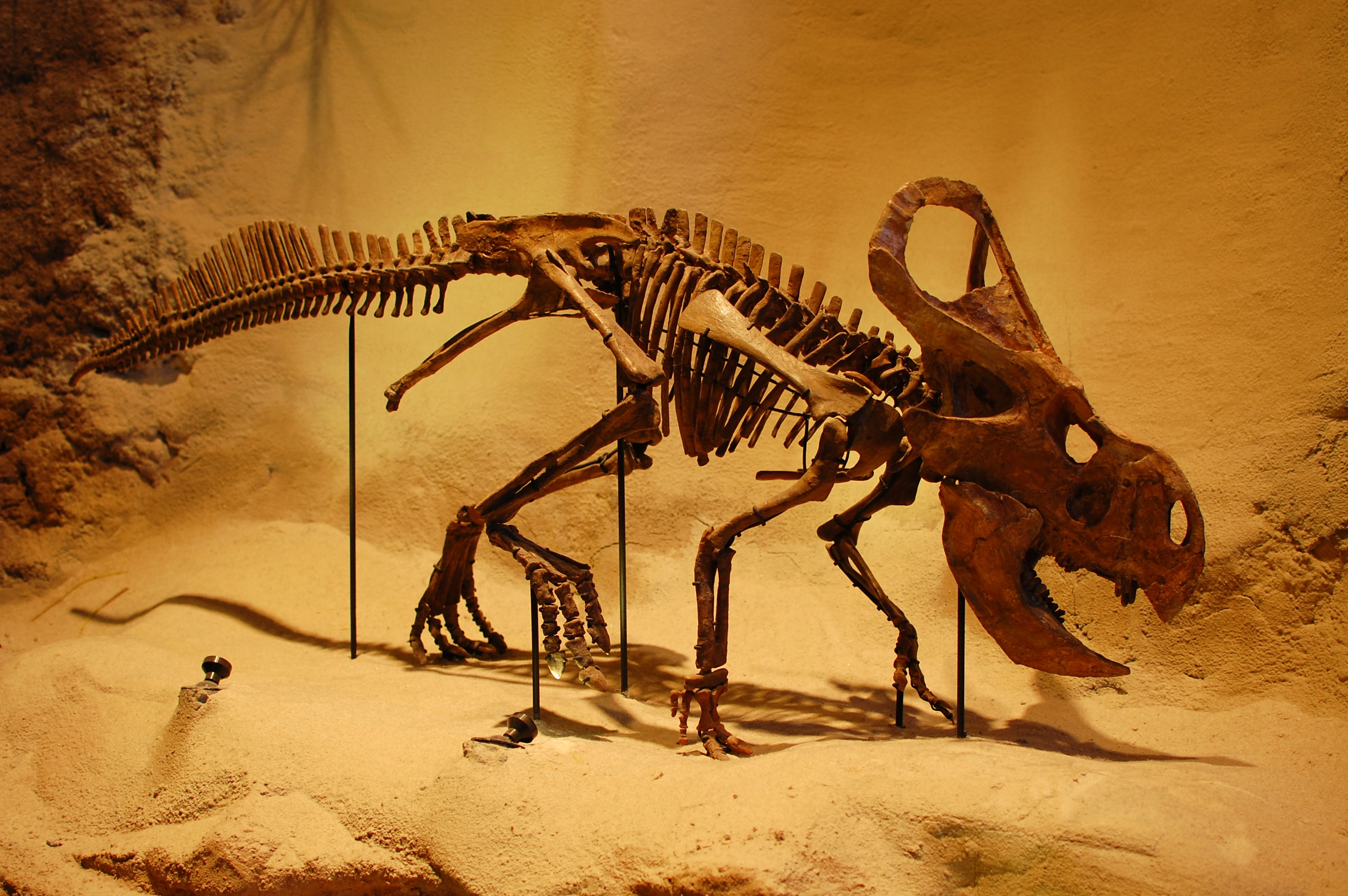
A Protoceratops csontváza a Carnegie Természetrajzi Múzeum (Carnegie Museum of Natural History) gyűjteményében

A négy lábon járó Protoceratops kifejlett egyedének hossza körülbelül 1,8 méter, vállmagassága mintegy 60 centiméter, tömege pedig körülbelül 82,7 kilogramm lehetett. Mivel nagyszámú fosszíliáját találták meg csoportosan, valószínűsíthető, hogy a Protoceratops csordákban élt.
A Protoceratops aránylag kistestű, nagy fejjel rendelkező dinoszaurusz volt. Bár növényevőként élt, az állcsontjai azt sejtetik, hogy erős harapásra lehetett képes. Az állcsontokban a durva növényzet felaprítására alkalmas fogak tucatjai ültek. A koponya masszív csőrben végződött és négy pár nyílás volt rajta. A legelső, az orrnyílás lényegesen kisebb volt, mint a későbbi nemek orrlyukai. A szemnyílások nagyok, mintegy öt centiméter átmérőjűek voltak. Mögöttük egy kisebb nyíláspár, az infratemporális koponyaablak helyezkedett el.
A Protoceratops a koponyája hátsó részén egy nyaktaréjt viselt, melyen további két nagy (falcsonti) nyílás volt, az archoz pedig nagy járomcsontok tartoztak. A nyaktaréj mérete és formája egyedenként változott: egyeseknél viszonylag rövid volt, másoknál pedig a koponya hosszának majdnem felét tette ki. A taréj nagyobb részét a falcsont, kisebb részét pedig a squamosális csont alkotta. Egyes kutatók, például Peter Dodson e csontok különböző méretét a nemi kétalakúság jelének tulajdonították, illetve annak, hogy a méret az egyed életkorával együtt változott.

## Felfedezés és fajok

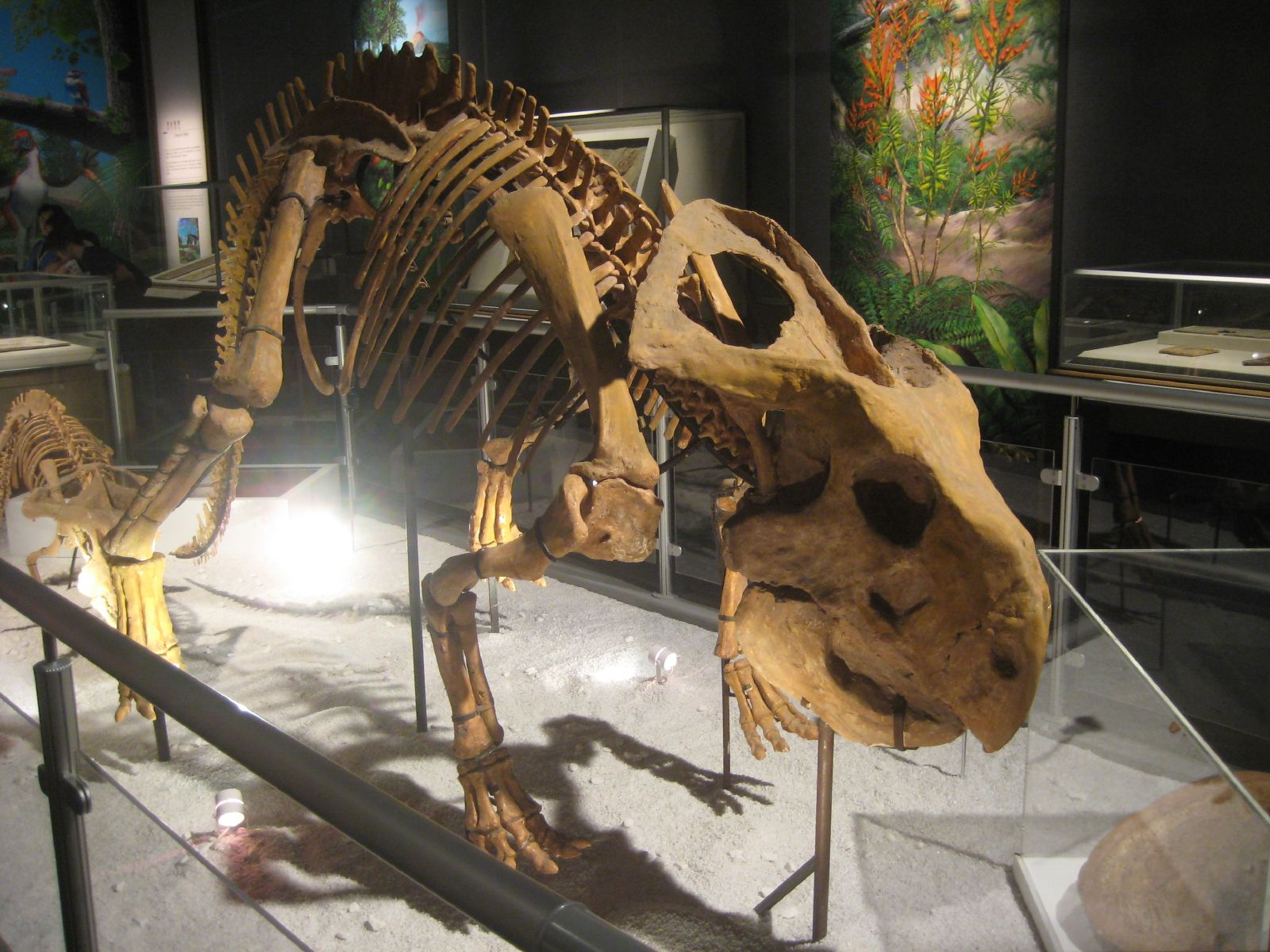
A Protoceratops sp. csontváza

Az első Protoceratops példányt az amerikai fotográfus, James B. Shackelford fedezte fel a Góbi-sivatagban, a belső-mongóliai Ganszuban, ahol egy amerikai expedíció tagjaként, 1922-ben ősemberek nyomai után kutatott. A Roy Chapman Andrews vezette expedíció nem bukkant ősember maradványokra, de a theropodák közé tartozó Velociraptor és Oviraptor, valamint a ceratopsidákat képviselő Psittacosaurus leletek mellett a Protoceratops több fosszíliáját is megtalálták.
A típusfajt Andrews tiszteletére Granger és Gregory 1923-ban P. andrewsi néven sorolta be. A fosszíliák egykori gazdái a Djadochta-formációban, a késő kréta kor campaniai korszakában élhettek (83,5-70,6 millió évvel ezelőtt). A kutatók azonnal felismerték a lelet jelentőségét, és a Protoceratopsot a Triceratops „régóta keresett őseként” üdvözölték. A fosszíliák kitűnő állapotban őrződtek meg, egyes példányoknál még a (szemet körülvevő) szklerotikus gyűrűk is megmaradtak.

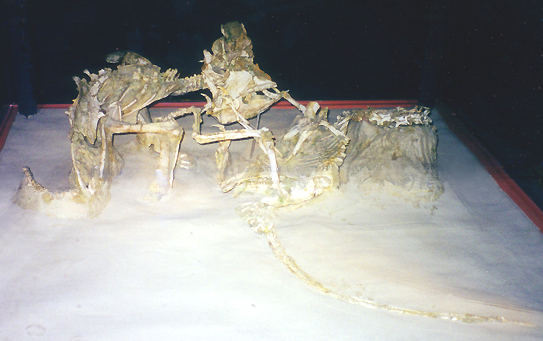
A Protoceratops és a Velociraptor harcát megörökítő „Harcoló dinoszauruszok” fosszília

1971-ben, Mongóliában egy olyan fosszília került elő, amely egy Protoceratops és egy, a csőrével megragadott Velociraptor maradványait tartalmazta. A feltételezés szerint a két állat együtt, harc közben pusztult el, mikor egy hirtelen kitörő homokvihar vagy egy homokdűne összeomlása mindkettejüket betemette.
1975-ben a két lengyel őslénykutató Teresa Maryanska és Halszka Osmólska leírást készített a Protoceratops második, szintén a campaniai korszakbeli Mongóliából származó fajáról, mely a P. kozlowskii nevet kapta. Azonban a fosszíliák egy fiatal példány hiányos maradványaiból álltak, és jelenleg a Bagaceratops rozhdestvenskyi szinonimájaként ismertek.
2001-ben nevezték el a második érvényes fajt, a P. hellenikorhinust, amely a Bayan Mandahu-formációból, Kína belső-mongóliai részéről, a késő kréta kor campaniai korszakából származik. Ez az állat jóval nagyobbra nőtt, mint a P. andrewsi, a nyakfodra egy kissé eltért, a járomcsontja pedig sokkal robusztusabb volt. Az orrlyukai feletti csontboltozaton két kisebb orrszarv helyezkedett el, a pofája elülső részén pedig nem voltak fogak.

## Szaporodás

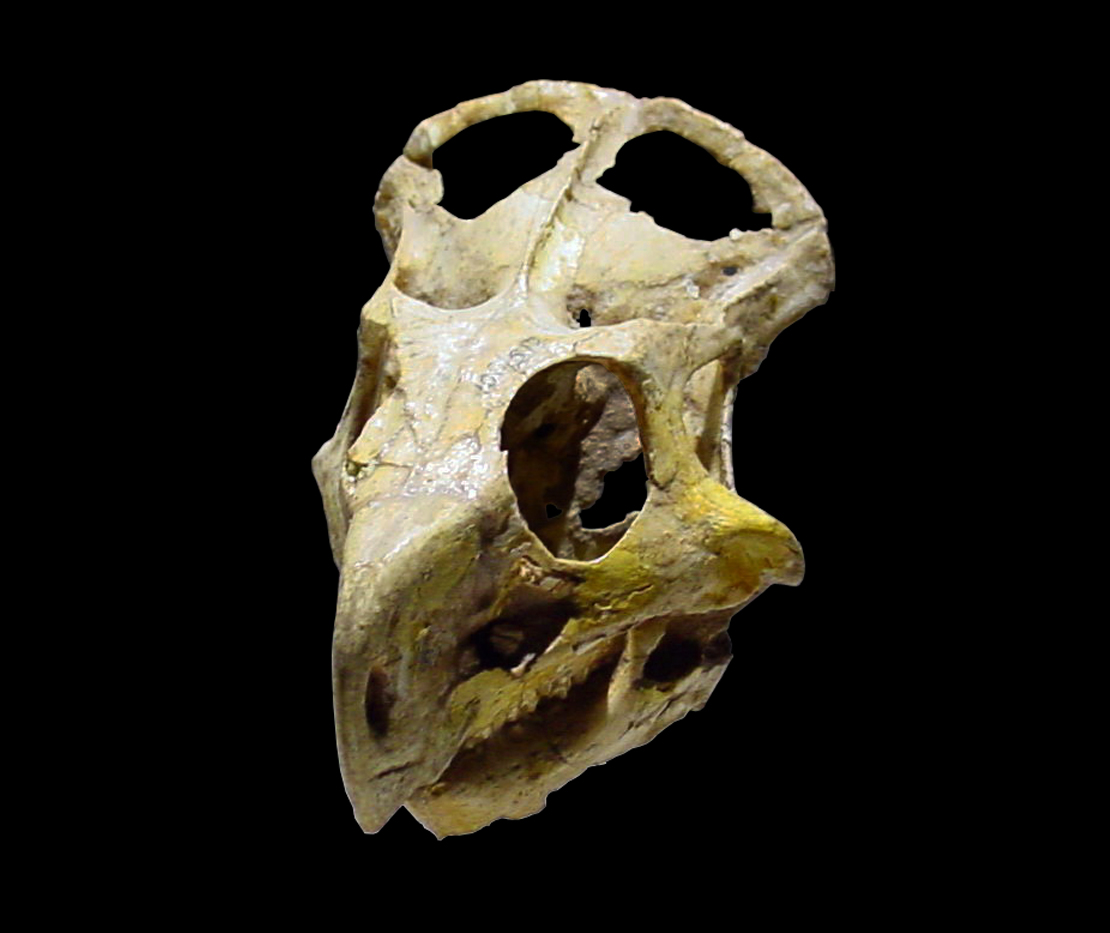
Egy fiatal Protoceratops koponyája

Az 1920-as években Roy Chapman Andrews fedezte fel az első ismert dinoszaurusz tojásokat a mongóliai Góbi-sivatagban. A tojások hossza körülbelül 20,3 centiméter volt, az újszülött fiókák hossza pedig a becslés szerint elérte a 30 centimétert is. A Protoceratops maradványainak közelsége és bősége alapján ezeket a tojásokat ehhez a nemhez kapcsolták.

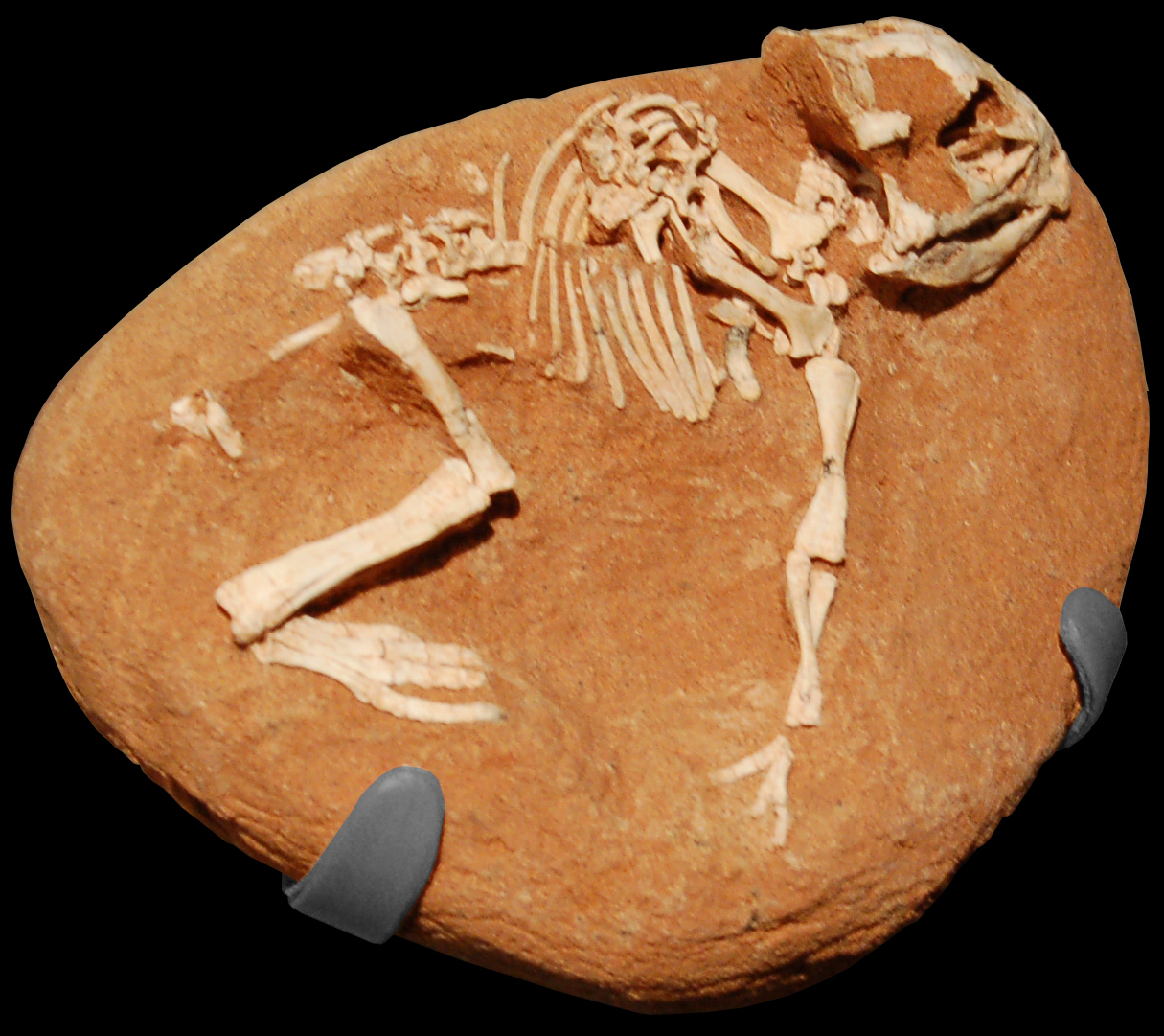
Protoceratops fióka

A kortárs theropodáról, az Oviraptorról azt hitték, hogy a Protoceratops tojásaival táplálkozott, mivel az egyik csontvázát egy fészek közelében találták meg. A koponya összetört, feltehetően egy olyan sérülés következtében, amit a fészket a ragadozóktól védő Protoceratops anyaállat okozott.
Azonban 1993-ban Mark Norrell és szerzőtársai felfedeztek egy embriót a Protoceratopsénak tulajdonított tojások egyikében. Az embrióról az alaposabb vizsgálat során kiderült, hogy valójában egy Oviraptorhoz tartozott. Ekkor nyilvánvalóvá vált, hogy az eredeti lelet valójában egy olyan Oviraptor maradványa, amely a saját fészkén ült, és nem a tojásokat próbálta elrabolni.

## Osztályozás
A Protoceratops volt az elsőként elnevezett protoceratopsida, a Protoceratopsidae család névadója, egy olyan csoport tagja, amelybe a psittacosauridáknál fejlettebb, de a ceratopsidáknál kezdetlegesebb növényevő dinoszauruszok tartoztak. A csoport a Ceratopsidae családdal közös tulajdonságokkal rendelkezett, de tagjainak láb arányai a futáshoz adaptálódott állatokéhoz álltak közelebb, a nyakfodruk általában kisebb volt és nem rendelkeztek nagy orrszarvakkal.
1998-ban, Paul Sereno a Protoceratopsidae csoportot szár-alapú kládként definiálta, ide sorolva „minden coronosaurust” (ceratopsiát), amely közelebbi rokonságban áll a Protoceratopsszal, mint a Triceratopsszal. A Bagaceratopsot, a Breviceratopsot, a Graciliceratopsot, a Lamaceratopsot, a Magnirostrist, a Platyceratopsot és a Serendipaceratopsot egyes tanulmányok a Protoceratopsidae családban helyezik el, de Peter J. Makovicky és Mark A. Norell 2006-ban egy új törzsfejlődést jelentetett meg, ami több nemet is eltávolított a családból; emellett pedig más törzsfejlődések is ismertté váltak.
Lehetséges, hogy a Bainoceratops a Protoceratops szinonimája.

## A griff mítosz eredete

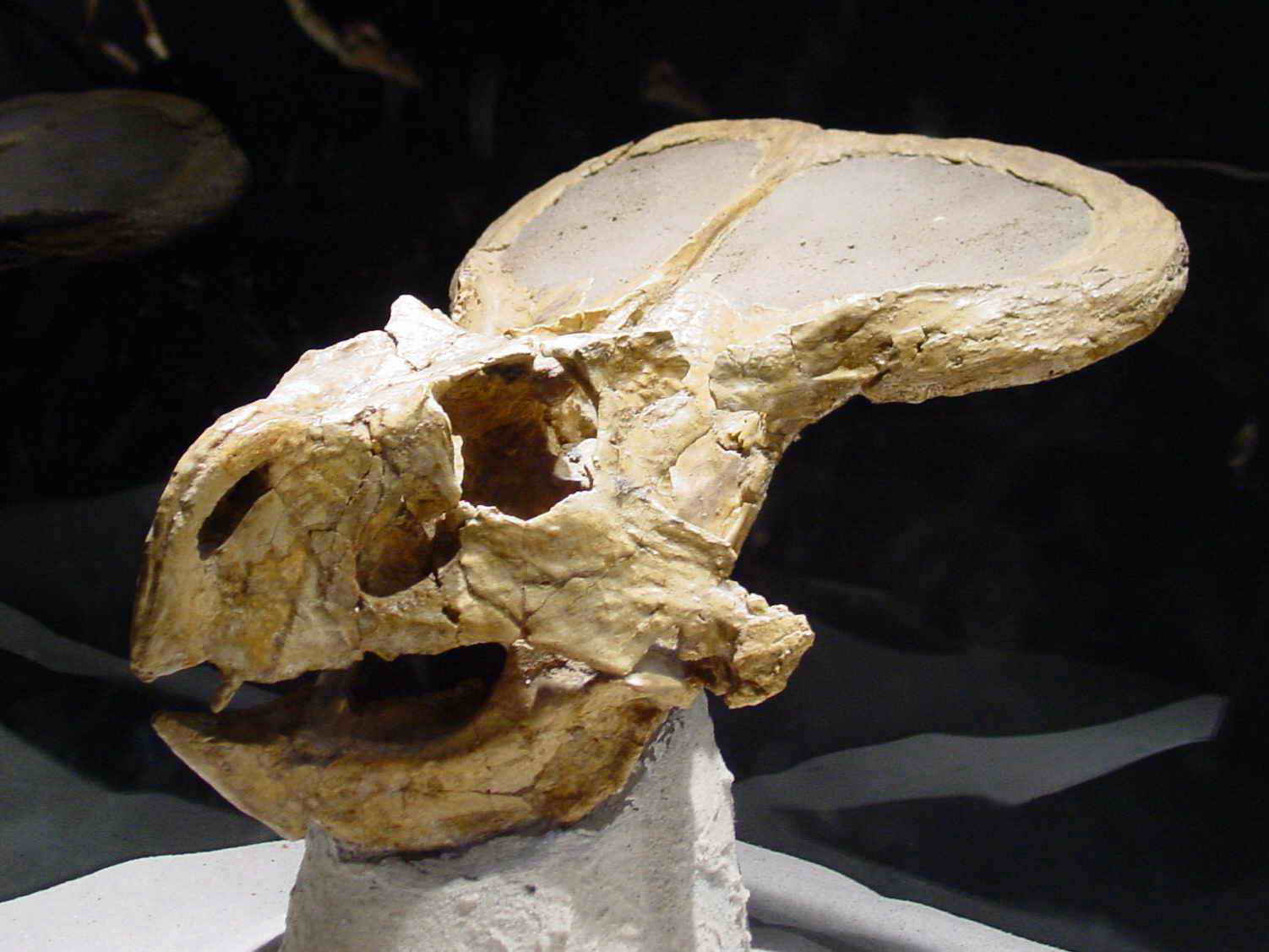
Egy felnőtt példány koponyája, melyen jól látható a nagy csőr

Adrienne Mayor a Stanford Egyetem néprajzkutatója és tudománytörténésze felvetette, hogy a Protoceratops és más csőrös dinoszauruszok különösen jó állapotban megőrződött fosszíliái, melyekre a Közép-Ázsiában, a Tien-san és az Altaj-hegység területén aranyat bányászó szkíta nomádok bukkantak rá, lehetnek az alapjai a mitológiai griffmadárról alkotott képnek. A griffeket oroszlánméretű, négy lábon járó, nagy karmokkal és ragadozómadárszerű csőrrel rendelkező állatokként írták le, melyek a földre rakták le a tojásaikat.
A görög írók i.e. 675 körül kezdtek írni a griffről, abban az időben, amikor először találkoztak a szkíta nomádokkal. A griffeket a száraz dombokban és a vörös homokkő formációkban levő aranylelőhelyek őreiként írták le. Mongólia és Kína területe, ahol sok Protoceratops fosszíliát találtak, a szomszédos hegyekből lesodródó aranyban gazdag, ami hitelt ad annak az elméletnek, ami szerint ezek a fosszíliák szolgáltak a griff mítosz alapjául.
Ezzel szemben azonban a knósszoszi palota tróntermében található i.e. 1200-ból származó, griffeket ábrázoló képek arra utalnak, hogy a minósziak már jóval azelőtt is ismerték a mítoszt, mielőtt a szkíta nomádokkal találkoztak volna.

## Fordítás
- Ez a szócikk részben vagy egészben a Protoceratops című angol Wikipédia-szócikk ezen változatának fordításán alapul.  Az eredeti cikk szerkesztőit annak laptörténete sorolja fel. Ez a jelzés csupán a megfogalmazás eredetét és a szerzői jogokat jelzi, nem szolgál a cikkben szereplő információk forrásmegjelöléseként.